# Vivaldi (веб-прегледач)
Vivaldi је веб-прегледач који развија Vivaldi Technologies, компанија коју су основали Јон Стефенсон фон Течнер, суоснивач и бивши главни извршни директор компаније Opera Software и Тацуки Томита. Прва пробна верзија је постала доступна 27. јануара 2015., а прва стабилна 6. априла 2016. године.
Иако је намењен општим корисницима, он је првенствено усмерен на технички напредне кориснике као и на бивше кориснике Опере који су незадовољни преласком из Престо у Chromium базирани прегледач што је резултовало губитком многих препознатљивих функција. Упркос томе што је заснован на Chromiumu, Vivaldi има за циљ да оживи функције које су биле присутне у Опера прегледачу до верзије 12.

Vivaldi је 9. септембра 2019. године објавио мобилну (Android) бета верзију а стабилну 22. априла 2020. године.
Од априла 2023. године, Vivaldi има више од 2,4 милиона активних корисника.

## Историја
Vivaldi је почео као веб сајт виртуелне заједнице који је заменио My Opera-у, коју је Opera Software затворила у марту 2014. Јон фон Течнер је био огорчен због ове одлуке, јер је веровао да је ова заједница помогла да Опера буде то што јесте. Течнер је затим покренуо заједницу Vivaldi - виртуелну заједницу фокусирану на пружање регистрованим корисницима бројних практичних веб сервиса као што су дискусиони форуми или блог сервиси - како би надокнадили затварање My Opera-е. Касније, 27. јануара 2015. године, Vivaldi Technologies је покренуо - са заједницом на уму - прву прелиминарну верзију Vivaldi прегледача. Име долази од италијанског композитора Антонија Вивалдија, чије је име, према речима једног од његових креатора, лако запамтити и познато широм света.

## Функције

### Корисничко окружење
Vivaldi има минималистичко корисничко окружење са основним иконама и фонтовима и шему боја која се мења на основу позадине и дизајна веб странице која се посећује. Прегледач такође омогућује корисницима да прилагоде изглед елемената корисничког окружења као што су боја позадине, укупна тема, адресна трака, почетна страница или позиционирање картица.
Vivaldi долази са уграђеним блокатором реклама, блокатором искачућих прозора и блокатором праћења. Ове функције блокирају наметљиве огласе, помажу да се веб странице брже учитавају и штите од злонамерних огласа и трагача. Долази са уграђеним клијентом е-поште са подршком за IMAP и POP3. Прегледач се може користити као читач RSS и Atom извора. Такође долази са уграђеним Vivaldi календаром за управљање догађајима у прегледачу. Vivaldi преводилац обезбеђује Lingvanex и може тренутно да преводи веб странице, без потребе за проширењима трећих страна.
Vivaldi има могућност груписања и распоређивања картица, постављања обележивача у брзом бирању за брзи приступ и извршавања брзих команди за претрагу обележивача, историје прегледања, отворених картица и подешавања. Vivaldi је изграђен и базиран на веб технологијама као што су HTML5, Node.js, React.js и бројни NPM модули. Од прелиминарне верзије 4, Vivaldi подржава покрете мишем. Vivaldi такође може да се подеси на "Chromeless UI", што корисницима даје више реалног простора на екрану и могућност да се фокусирају на једну страницу без ометања. Да би се прилагодио корисницима који користе велики број картица истовремено, Vivaldi подржава хибернацију и за појединачне картице и за групе картица, ослобађајући ресурсе док корисник не користи те картице.

### Проширења
Као прегледач базиран на пројекту отвореног кода Chromium, Vivaldi може користити проширења за прегледаче развијене за Гугл кроум и корисници их могу инсталирати директно са Chrome веб-продавнице. Већина њих би требало да ради исправно у Vivaldi прегледачу, са изузетком прилагођавања корисничког окружења, јер је корисничко окружење Vivaldi прегледача другачије од Гугл кроума.